# T: Kara Hajimaru Monogatari
T: Kara Hajimaru Monogatari (Tから始まる物語) é um jogo eletrônico de ação e aventura, desenvolvido e publicado pela Jaleco, lançado apenas no Japão em 4 de junho de 1998 para o PlayStation

## História
O game conta a história de um jovem skatista que se encontra preso em um mundo misterioso onde deve encontrar sua mãe presa e um caminho de volta para casa.